# Јевсеј Моисенко
Јевсеј Јевсејевич Моисенко (рус. Евсе́й Евсе́евич Моисе́енко; 15. август 1916 — 29. новембар 1988) био је совјетски сликар. Био је Народни уметник СССР (1970), редовни члан Академије уметности СССР (1973) и Херој социјалистичког рада (1986).

## Биографија
Од 1936. Моисеенко је живео у Лењинграду. Школовао се на Академији уметности код Александра Осмеркина и предавао на Академији од 1947. године, да би 1957. постао професор. Моисенко је развијао тему романтичног херојства, што се може видети на његовим сликама као што су Црвени су дошли, 1961; Другови, 1964; Слатке трешње, 1969; сви радови су изложени у Државном руском музеју у Санкт Петербургу.
Године 1974. додељена му Лењинова награда. Поетичност сеоских и градских пејзажа приказана је у Тулској улици, Лењинград, 1963. (у Државном руском музеју), док Дечаци, насликани 1974. године и изложени у Третјаковској галерији, приказују романтизам младости.
Сликао је и портрете знаменитих људи. Серија слика Сећање (1976–80) награђена је Државном наградом СССР-а 1983. Последњих година живота радио је на серији посвећеној Александру Пушкину.
Живео је на авенији Суворовски број 56, где се данас налази спомен-плоча.

## Награде
- Херој социјалистичког рада (1986)
- Заслужни уметнички радник РСФСР (1963)
- Народни уметник РСФСР (1965)
- Народни уметник СССР-а (1970)
- Лењинова награда (1974)
- Државна награда СССР (1983)
- Државна награда РСФСР-а „И. Е. Рјепин” (1966)
- Орден Лењина (1986)
- Орден Црвене заставе рада (1967)
- Орден пријатељства народа (1976)
- Медаља у знак сећања на 100. годишњицу рођења Владимира Иљича Лењина
- Медаља За најбољу слику године (1967)
- Сребрна медаља Академије уметности СССР (1962)
- Златна медаља за њих. М. Б. Грекова (1970)
- 1. награда фабрике Киров (1972)